# Крепон
Крепо́н (фр. Crépon) — коммуна во Франции, находится в регионе Нижняя Нормандия. Департамент коммуны — Кальвадос. Входит в состав кантона Ри. Округ коммуны — Байё.
Код INSEE коммуны — 14196.

## Население
Население коммуны на 2010 год составляло 218 человек.
| 1962 | 1968 | 1975 | 1982 | 1990 | 1999 | 2010 |
| ---- | ---- | ---- | ---- | ---- | ---- | ---- |
| 219  | 241  | 209  | 203  | 209  | 199  | 218  |

## Экономика
В 2010 году среди 127 человек трудоспособного возраста (15—64 лет) 93 были экономически активными, 34 — неактивными (показатель активности — 73,2 %, в 1999 году было 72,3 %). Из 93 активных жителей работали 86 человек (42 мужчины и 44 женщины), безработных было 7 (3 мужчин и 4 женщины). Среди 34 неактивных 12 человек были учениками или студентами, 19 — пенсионерами, 3 были неактивными по другим причинам.